# Ilha Awaji
A ilha Awaji (淡路島, Awajishima) é uma ilha na prefeitura de Hyogo, Japão, a leste do Mar Interior entre as ilhas de Honshu e Shikoku. É lugar de trânsito entre estas duas ilhas. Awaji originalmente significa  "caminho para a província de Awa". Awaji também se escreve como 淡道. A localidade principal é Awaji.
Geograficamente está separada de Honshu pelo estreito de Akashi, e de Shikoku pelo estreito de Naruto. Desde 1998 que se encontra ligada a Honshu pela Grande Ponte do Estreito de Akashi. Desde a inauguração da Autoestrada Kobe Awaji Naruto, é a terra mais oriental na ligação entre Honshu e Shikoku. Não há aeroporto em Awaji.
A ilha está administrativamente dividida em três municípios:
- Awaji
- Sumoto
- Minamiawaji

Historicamente Awaji constituía uma província (a província de Awaji) desde o século VII. Era parte de Nankaido. 
A falha geológica Nojima, responsável pelo Grande Sismo de Hanshin de 1995, passa na ilha. Uma secção da falha foi preservada e convertida no Museu da Falha Geológica Nojima, mostrando como este registo do movimento do solo corta através de caminhos, valas e outros elementos. Fora desta área protegida, a zona da falha é menos visível, excepto por algumas raras ocasiões.
Uma das mais famosas atrações da ilha são os Remoinhos Naruto que se formam no estreito entre Naruto na prefeitura de Tokushima e a Ilha Awaji.

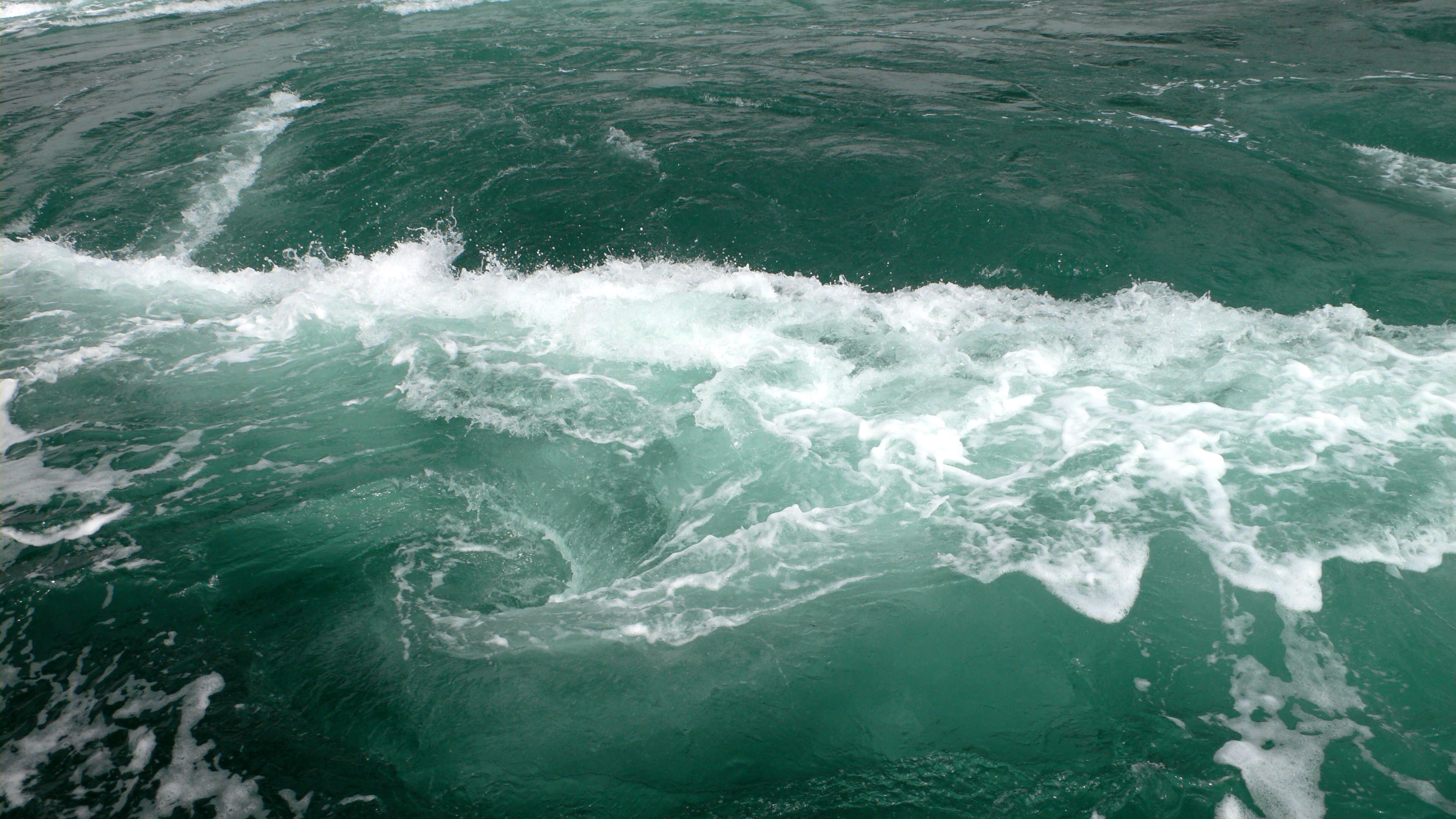
Os célebres remoinhos junto a Awaji.

O Teatro de Marionetas de Awaji é uma forma tradicional de teatro de marionetas ou ningyō jōruri da qual se crê derivar o drama de marionetas Bunraku de Osaka. Há várias atuações diárias nas suas próprias instalações na Cidade Nandan na parte sul da ilha. Os espetáculos de marionetas de Awaji, que encenam dramas populares tradicionais, fundamentam as suas raízes em rituais religiosos, sendo muito populares local e internacionalmente. 

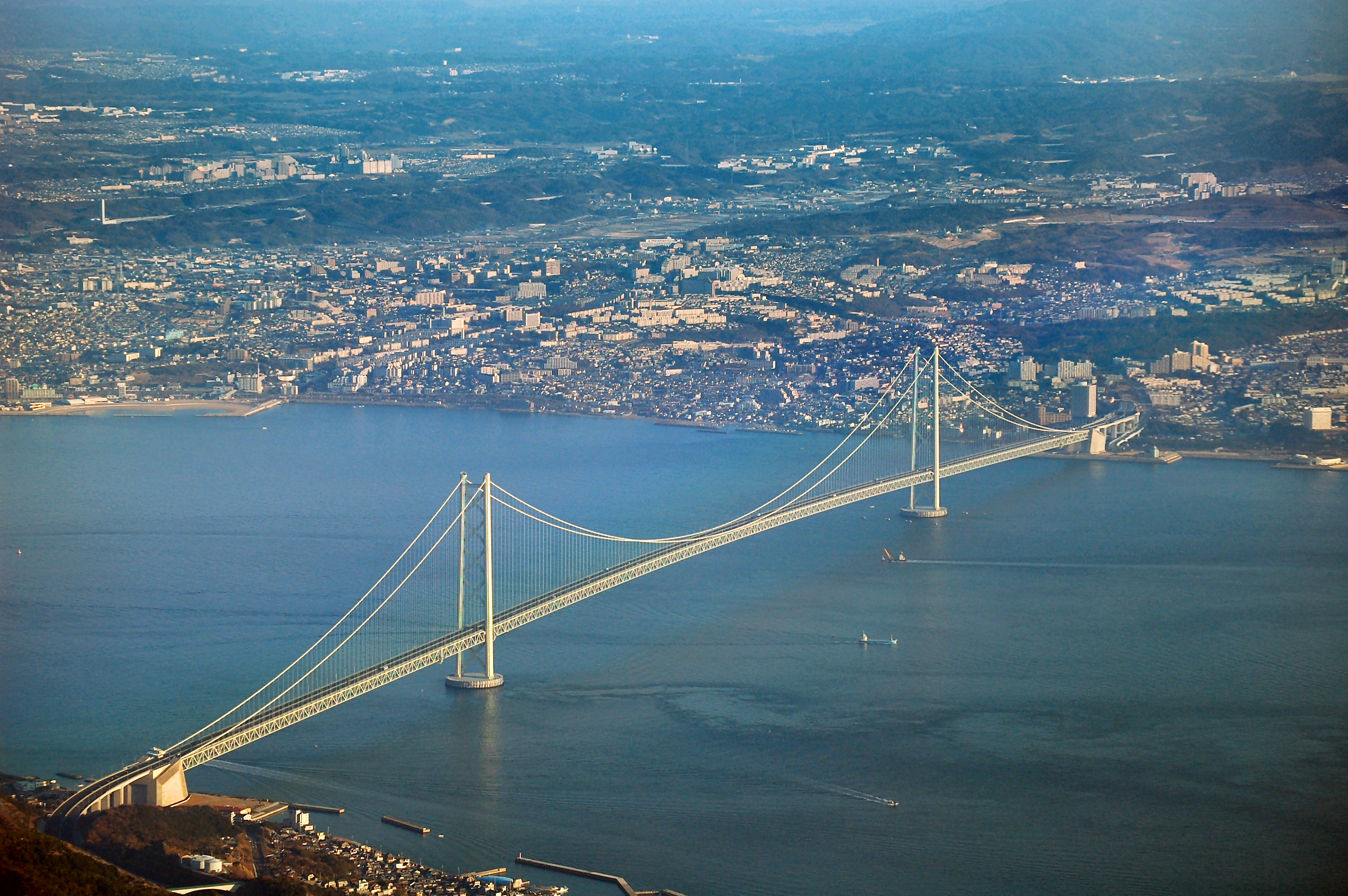
A ponte de Akashi une a ilha Awaji com a ilha Honshu.

De acordo com os mitos antigos, Awaji foi a primeira das ilhas do Japão a ser criada pelas divindades Izanagi e Izanami.